# 박호광
박호광(朴虎光, 1967년 7월 14일~)은 대한민국의 사진가다.

## 생애
한겨레신문사 등용 사진가이자 내셔널 지오그래픽 코리아 사진가 그룹에서 활동 중이다.

## 수상
- 대한민국 한옥 공모전 사진부문 대상
- 2012년 마크리부 회고전 기념 사진공모전 신진작가상
- 2012년 제2회 나도 내셔널 지오그래픽 사진작가 사진공모전 자연부문 대상
- 2012년 한겨레가 등용한 올해의 사진가 우수상